# Ölschlägern
Ölschlägern ist eine Straße im Magniviertel von Braunschweig.

## Etymologie
Die grob von West nach Ost verlaufende Straße im Weichbild Altewiek, zu dem das Magniviertel gehört, wurde nach den dort ansässigen Ölmüllern benannt, deren Handwerk, das „Ölschlagen“, darin bestand, durch Auspressen ölhaltiger Pflanzensamen Brennstoff für Leuchten und Ampeln zu produzieren. Noch 1823 gab es in der Straße drei Ölschläger. Wie auch bei einigen anderen Straßennamen der Stadt Braunschweig, zum Beispiel Hutfiltern oder Kattreppeln, ist das auslautende „n“ am Wortende seinem Ursprung nach eine alte, bereits wohl seit dem 17. Jahrhundert nicht mehr verwendete, bzw. verstandene Deklinationsendung des Plural-Dativs und wird seither als Singularform verwendet.

„Dies liegt daran, daß Ortsnamen, wenn sie in Sätzen vorkommen, in den allermeisten Fällen eine Antwort auf die explizite oder implizite Frage "Wo?" darstellen. Und auf diese Frage antwortet man im Deutschen mit einer Präposition plus Dativ. So auch im Falle von in den hotfiltern, frei übersetzt ,bei den Hutmachern' […] Was diese Uminterpretation des Endungs-n betrifft, haben sich die Braunschweiger Straßennamen Hutfiltern und Ölschlägern (1405: by den olslegern, ,bei den Ölmüllern‘) parallel entwickelt.“

Die aus dem Jahre 1816 stammende Interpretation des als äußerst eigenwillig geltenden linguistischen Autodidakten Karl Scheller, dass sich die Benennung „Ölschlägern“ aus dem dänischen Wort „Øl“ für Bier ableite, weil sich in der Straße Lager für Bierfässer befunden haben sollen, lässt sich nicht belegen.

## Geschichte

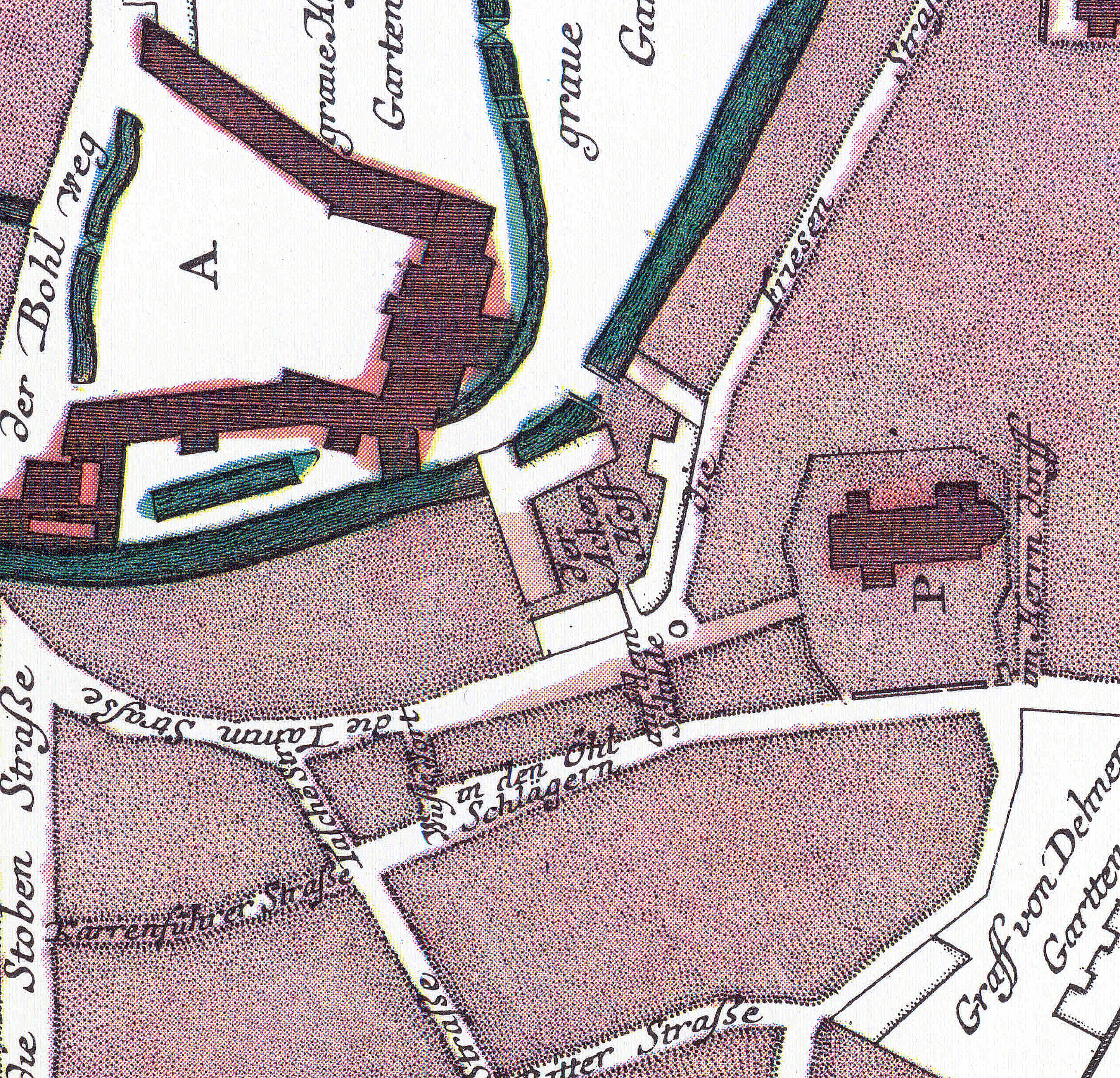
Ausschnitt der Karte von Albrecht Heinrich Carl Conradi von um 1755 mit „In den Öhlschlägern“ im Zentrum, dazu „Taschenstraße“ und „Wüste Worth“. Darüber groß in Dunkelrot und mit „A“ gekennzeichnet der Graue Hof und rechts in Dunkelrot mit „P“ die Magnikirche. Grün dargestellt: Diverse Okerarme.

Im Bereich des heutigen Straßenverlaufes wurde 1392 ein „olslegerhuse“ (Ölschlägerhaus) erwähnt, 1401 gefolgt von „in den olscleghern“ (= „in“, im Sinne von „bei den Ölschlägern“) und einem Haus „negest den olsleghern to sunte Magnus wort“.
Die Benennung „Ölschlägern“ wurde ursprünglich nur für den Straßenabschnitt vom Ackerhof in Richtung Westen bis zur Kuhstraße verwendet. Zwischen Ackerhof und Ritterstraße im Osten hieß die Straße bis 1857 „Am Magnikirchhofe“, benannt nach der angrenzenden Magnikirche. Erst dann galt die heutige Benennung für den gesamten Straßenzug.
Durch zahlreiche Bombenangriffe auf Braunschweig während des Zweiten Weltkrieges wurden viele Innenstadtbereiche großflächig zerstört, so auch der um den Ölschlägern. Viele Gebäude, insbesondere viele für diesen Stadtbereich typische Fachwerkbauten aus dem Spätmittelalter und der Frühen Neuzeit, wurden vollständig zerstört oder so stark beschädigt, dass sie nach Kriegsende komplett abgerissen wurden.
Zu diesen zerstörten Bauwerken gehört zum Beispiel der 1530 errichtete Gasthof „Bayerischer Hof“, ehemals Ölschlägern 40, direkt gegenüber der heute ebenfalls nicht mehr vorhandenen zerstörten Straße Wüste Worth und der ebenfalls nicht mehr existenten Taschenstraße.
Am 5. Oktober 1758 wurde der Schriftsteller August Lafontaine in der Straße Ölschlägern geboren.

### Bauwerke
Neben zahlreichen heute unter Denkmalschutz stehenden Fachwerkhäusern gab es folgende abgegangene Bauwerke:
- Fachwerkhaus Ölschlägern 15, erbaut um 1500, im Krieg zerstört[5]
- Fachwerkhaus Ölschlägern 29 (Assekuranznummer 2331). Das ursprünglich 13  Spann breite Haus wurde 1913 angetragen und verkürzt auf neun Spann Hinter der Magnikirche 1 wieder errichtet.[6]
- Fachwerkhäuser Ölschlägern 31/32, erbaut um 1490, bzw. um 1550, im Krieg zerstört[5]
- Fachwerkhaus Ölschlägern 34[5]
- Fachwerkhaus Ölschlägern 40, Gasthof „Bayerischer Hof“, 1530[7] errichtet, acht Spann breit[8][9], im Krieg zerstört.

## Denkmalgeschützte Gebäude
| Lage                                           | Bezeichnung         | Beschreibung | ID       | Bild           |
| ---------------------------------------------- | ------------------- | --- | -------- | -------------- |
| Ölschlägern 9 52° 15′ 43″ N, 10° 31′ 41″ O     | Wohn-/Geschäftshaus | Ölschlägern 9 und 10 bilden zusammen mit dem Gebäude Ackerhof 2 ein bauliches Ensemble.                                                                                | 37222592 | BW             |
| Ölschlägern 10 52° 15′ 43″ N, 10° 31′ 42″ O    | Wohnhaus            | Ölschlägern 9 und 10 bilden zusammen mit dem Gebäude Ackerhof 2 ein bauliches Ensemble.                                                                                | 37222617 | BW             |
| Ackerhof 2 52° 15′ 43″ N, 10° 31′ 43″ O        | Wohnhaus            | Eines der ältesten datierten Fachwerkhäuser Deutschlands. |          | Weitere Bilder |
| Ölschlägern 11 52° 15′ 43″ N, 10° 31′ 45″ O    | Wohnhaus            | | 37223037 | BW             |
| Ölschlägern 12 52° 15′ 43″ N, 10° 31′ 46″ O    | Wohnhaus            | | 37222642 | Weitere Bilder |
| Ölschlägern 13 52° 15′ 43″ N, 10° 31′ 46″ O    | Wohnhaus            | | 37220423 | BW             |
| Ölschlägern 14/15 52° 15′ 43″ N, 10° 31′ 46″ O | Wohnhaus            | | 37222667 | BW             |
| Ölschlägern 15a 52° 15′ 45″ N, 10° 31′ 49″ O   | St. Magni           | Die Magnikirche an der Südseite der Straße „Hinter der Magnikirche“ wurde nach den Bombenzerstörungen zwischen Chor und Türmen in moderner Gestaltung wiederaufgebaut. | 37215796 | Weitere Bilder |
| Ölschlägern 16 52° 15′ 42″ N, 10° 31′ 50″ O    | Wohn-/Geschäftshaus | | 37222692 |                |
| Ölschlägern 19 52° 15′ 43″ N, 10° 31′ 48″ O    | Wohnhaus            | | 37222766 | BW             |
| Ölschlägern 20 52° 15′ 43″ N, 10° 31′ 48″ O    | Wohnhaus            | | 37222791 | BW             |
| Ölschlägern 23 52° 15′ 43″ N, 10° 31′ 47″ O    | Wohnhaus            | | 37222862 | BW             |
| Ölschlägern 24 52° 15′ 43″ N, 10° 31′ 47″ O    | Wohnhaus            | | 37222888 | BW             |
| Ölschlägern 25 52° 15′ 43″ N, 10° 31′ 46″ O    | Wohnhaus            | | 37222913 | BW             |
| Ölschlägern 26 52° 15′ 43″ N, 10° 31′ 46″ O    | Wohnhaus            | | 37222938 | BW             |
| Ölschlägern 27 52° 15′ 42″ N, 10° 31′ 45″ O    | Wohn-/Geschäftshaus | | 37222962 | Weitere Bilder |
| Ölschlägern 29 52° 15′ 42″ N, 10° 31′ 43″ O    | Wohn-/Geschäftshaus | | 37222987 | BW             |
| Schloßstraße 8 52° 15′ 42″ N, 10° 31′ 44″ O    | Volksfreund-Haus    | | 37223632 | Weitere Bilder |